# Distrito electoral de Loreto
Loreto es uno de los 27 distritos electorales representados en el Congreso de la República del Perú. La circunscripción elige actualmente a 4 congresistas. Sus límites corresponden a los del departamento de Loreto. El sistema electoral utiliza el método D'Hondt y una representación proporcional con doble voto preferencial opcional.

## Representantes
| 2 | 5 |

| 1 | 3 | 1 |

| 1 | 1 | 3 |

| 2 | 1 |

| 1 | 1 | 1 |

| 1 | 2 | 1 |

| 1 | 3 |

| 1 | 2 | 1 |

| 1 | 1 | 1 | 1 |

## Elecciones

### Elecciones parlamentarias de 2021
| Partidos y coaliciones                                                                               | Partidos y coaliciones                    | Voto popular | Voto popular | Voto popular | Escaños | Escaños |
| Partidos y coaliciones                                                                               | Partidos y coaliciones                    | Votos        | %            | ±pp          | Total   | +/−     |
| --- | ----------------------------------------- | ------------ | ------------ | ------------ | ------- | ------- |
| | Acción Popular (AP)                       | 38,527       | 14.20        | +0.37        | 1       | ±0      |
| | Fuerza Popular (FP)                       | 36,794       | 13.56        | +6.64        | 1       | +1      |
| | Victoria Nacional (VN)                    | 35,611       | 13.12        | Nuevo        | 0       | ±0      |
| | Alianza para el Progreso (APP)            | 25,541       | 9.41         | –10.65       | 1       | –1      |
| | Somos Perú (SP)                           | 19,565       | 7.21         | +1.24        | 1       | +1      |
| | Podemos Perú (PP)                         | 16,929       | 6.24         | +1.68        | 0       | ±0      |
| | Partido Nacionalista Peruano (PNP)        | 16,898       | 6.23         | n/a          | 0       | ±0      |
| | Juntos por el Perú (JP)                   | 13,211       | 4.87         | –3.22        | 0       | ±0      |
| | Frente Popular Agrícola del Perú (Frepap) | 12,737       | 4.69         | –6.34        | 0       | –1      |
| | Avanza País (AvP)                         | 11,195       | 4.13         | +3.48        | 0       | ±0      |
| | Renovación Popular (RP)1                  | 9,955        | 3.67         | +1.65        | 0       | ±0      |
| | Perú Libre (PL)                           | 9,433        | 3.48         | +1.34        | 0       | ±0      |
| | Partido Morado (PM)                       | 8,644        | 3.19         | –1.62        | 0       | ±0      |
| | Unión por el Perú (UPP)                   | 6,568        | 2.42         | +0.16        | 0       | ±0      |
| | Partido Popular Cristiano (PPC)           | 6,108        | 2.25         | –3.09        | 0       | ±0      |
| | Renacimiento Unido Nacional (RUNA)        | 1,394        | 0.51         | –0.59        | 0       | ±0      |
| | Perú Patria Segura (PPS)                  | 1,320        | 0.49         | –2.30        | 0       | ±0      |
| | Democracia Directa (DD)                   | 940          | 0.35         | –0.37        | 0       | ±0      |
| |                                           |              |              |              |         |         |
| Total                                                                                                | Total                                     | 271,370      |              |              | 4       | ±0      |
| |                                           |              |              |              |         |         |
| Votos válidos                                                                                        | Votos válidos                             | 271,370      | 63.62        | –9.66        |         |         |
| Votos en blanco                                                                                      | Votos en blanco                           | 73,344       | 17.20        | +13.53       |         |         |
| Votos nulos                                                                                          | Votos nulos                               | 81,808       | 19.18        | –3.87        |         |         |
| Votos emitidos                                                                                       | Votos emitidos                            | 426,522      | 60.94        | +0.28        |         |         |
| Abstenciones                                                                                         | Abstenciones                              | 273,442      | 39.06        | –0.28        |         |         |
| Votantes registrados                                                                                 | Votantes registrados                      | 699,964      |              |              |         |         |
| |                                           |              |              |              |         |         |
| Fuente:                                                                                              |                                           |              |              |              |         |         |
| Notas al pie: 1 Comparado con los resultados de Solidaridad Nacional (SN) en las elecciones de 2020. |                                           |              |              |              |         |         |
| Notas al pie:                                                                                        |                                           |              |              |              |         |         |
| 1 Comparado con los resultados de Solidaridad Nacional (SN) en las elecciones de 2020.               |                                           |              |              |              |         |         |

### Elecciones parlamentarias de 2020
| Partidos y coaliciones | Partidos y coaliciones                    | Voto popular | Voto popular | Voto popular | Escaños | Escaños |
| Partidos y coaliciones | Partidos y coaliciones                    | Votos        | %            | ±pp          | Total   | +/−     |
| --- | ----------------------------------------- | ------------ | ------------ | ------------ | ------- | ------- |
| | Alianza para el Progreso1 (APP)           | 60,720       | 20.06        | n/a          | 2       | +2      |
| | Acción Popular (AP)                       | 41,875       | 13.83        | +3.60        | 1       | +1      |
| | Frente Popular Agrícola del Perú (Frepap) | 33,396       | 11.03        | Nuevo        | 1       | +1      |
| | Juntos por el Perú (JP)                   | 24,499       | 8.09         | Nuevo        | 0       | ±0      |
| | Fuerza Popular (FP)                       | 20,941       | 6.92         | –32.87       | 0       | –3      |
| | Somos Perú1 (SP)                          | 18,085       | 5.97         | n/a          | 0       | ±0      |
| | Partido Popular Cristiano2 (PPC)          | 16,176       | 5.34         | n/a          | 0       | ±0      |
| | Partido Morado (PM)                       | 14,570       | 4.81         | Nuevo        | 0       | ±0      |
| | Podemos Perú (PP)                         | 13,807       | 4.56         | Nuevo        | 0       | ±0      |
| | Frente Amplio (FA)                        | 9,147        | 3.02         | –7.75        | 0       | ±0      |
| | Perú Patria Segura (PPS)                  | 8,459        | 2.79         | Nuevo        | 0       | ±0      |
| | Unión por el Perú3 (UPP)                  | 6,827        | 2.26         | n/a          | 0       | ±0      |
| | Perú Libre (PL)                           | 6,484        | 2.14         | Nuevo        | 0       | ±0      |
| | Solidaridad Nacional3 (SN)                | 6,102        | 2.02         | n/a          | 0       | ±0      |
| | Partido Aprista Peruano2 (APRA)           | 5,956        | 1.97         | n/a          | 0       | ±0      |
| | Vamos Perú2 (VP)                          | 5,500        | 1.82         | n/a          | 0       | ±0      |
| | Renacimiento Unido Nacional (RUNA)        | 3,331        | 1.10         | Nuevo        | 0       | ±0      |
| | Democracia Directa (DD)                   | 2,184        | 0.72         | –0.68        | 0       | ±0      |
| | Avanza País (AvP)                         | 1,967        | 0.65         | Nuevo        | 0       | ±0      |
| | Perú Nación (PN)                          | 1,595        | 0.53         | Nuevo        | 0       | ±0      |
| | Contigo4 (C)                              | 1,113        | 0.37         | –15.55       | 0       | –1      |
| |                                           |              |              |              |         |         |
| Total | Total                                     | 302,734      |              |              | 4       | ±0      |
| |                                           |              |              |              |         |         |
| Votos válidos | Votos válidos                             | 302,734      | 73.28        | +15.58       |         |         |
| Votos en blanco | Votos en blanco                           | 15,179       | 3.67         | –16.21       |         |         |
| Votos nulos | Votos nulos                               | 95,204       | 23.05        | +0.63        |         |         |
| Votos emitidos | Votos emitidos                            | 413,117      | 60.66        | –9.51        |         |         |
| Abstenciones | Abstenciones                              | 267,922      | 39.34        | +9.51        |         |         |
| Votantes registrados | Votantes registrados                      | 681,039      |              |              |         |         |
| |                                           |              |              |              |         |         |
| Fuente: |                                           |              |              |              |         |         |
| Notas al pie: 1 Dentro de la coalición Alianza para el Progreso del Perú en las elecciones de 2016. 2 Dentro de la coalición Alianza Popular en las elecciones de 2016. 3 Dentro de la coalición Alianza Solidaridad Nacional en las elecciones de 2016 (retiraron su candidatura). 4 Comparado con los resultados de su partido antecesor Peruanos por el Kambio en las elecciones de 2016. |                                           |              |              |              |         |         |
| Notas al pie: |                                           |              |              |              |         |         |
| 1 Dentro de la coalición Alianza para el Progreso del Perú en las elecciones de 2016. 2 Dentro de la coalición Alianza Popular en las elecciones de 2016. 3 Dentro de la coalición Alianza Solidaridad Nacional en las elecciones de 2016 (retiraron su candidatura). 4 Comparado con los resultados de su partido antecesor Peruanos por el Kambio en las elecciones de 2016.               |                                           |              |              |              |         |         |

### Elecciones parlamentarias de 2016
| Partidos y coaliciones | Partidos y coaliciones                         | Voto popular | Voto popular | Voto popular | Escaños | Escaños |
| Partidos y coaliciones | Partidos y coaliciones                         | Votos        | %            | ±pp          | Total   | +/−     |
| --- | ---------------------------------------------- | ------------ | ------------ | ------------ | ------- | ------- |
| | Fuerza Popular1 (FP)                           | 101,564      | 39.79        | +22.49       | 3       | +2      |
| | Peruanos por el Kambio (PPK)                   | 40,652       | 15.92        | Nuevo        | 1       | +1      |
| | Alianza Popular2 (APRA–PPC–VP)                 | 28,984       | 11.35        | n/a          | 0       | ±0      |
| | Frente Amplio (FA)                             | 27,504       | 10.77        | Nuevo        | 0       | ±0      |
| | Acción Popular3 (AP)                           | 26,124       | 10.23        | n/a          | 0       | –1      |
| | Alianza para el Progreso del Perú4 (APP–RN–SP) | 15,080       | 5.91         | n/a          | 0       | ±0      |
| | Perú Posible3 (PP)                             | 9,507        | 3.72         | n/a          | 0       | –1      |
| | Democracia Directa5 (DD)                       | 3,580        | 1.40         | –0.06        | 0       | ±0      |
| | Frente Esperanza (FE)                          | 2,286        | 0.90         | Nuevo        | 0       | ±0      |
| |                                                |              |              |              |         |         |
| Total | Total                                          | 255,281      |              |              | 4       | ±0      |
| |                                                |              |              |              |         |         |
| Votos válidos | Votos válidos                                  | 255,281      | 57.70        | –13.93       |         |         |
| Votos en blanco | Votos en blanco                                | 87,957       | 19.88        | +4.92        |         |         |
| Votos nulos | Votos nulos                                    | 99,170       | 22.42        | +9.01        |         |         |
| Votos emitidos | Votos emitidos                                 | 442,408      | 70.17        | –4.82        |         |         |
| Abstenciones | Abstenciones                                   | 188,090      | 29.83        | +4.82        |         |         |
| Votantes registrados | Votantes registrados                           | 630,498      |              |              |         |         |
| |                                                |              |              |              |         |         |
| Fuente: |                                                |              |              |              |         |         |
| Notas al pie: 1 Comparado con los resultados de su partido antecesor Fuerza 2011 en las elecciones de 2011. 2 Comparado con los resultados del Partido Aprista Peruano y el Partido Popular Cristiano en las elecciones de 2011. 3 Dentro de la coalición Alianza Electoral Perú Posible en las elecciones de 2011. 4 Comparado con los resultados de Alianza para el Progreso , Restauración Nacional (ambos dentro de la coalición Alianza por el Gran Cambio ) y Somos Perú (dentro de la coalición Alianza Electoral Perú Posible ) en las elecciones de 2011. 5 Comparado con los resultados de su partido antecesor Fonavistas del Perú en las elecciones de 2011. |                                                |              |              |              |         |         |
| Notas al pie: |                                                |              |              |              |         |         |
| 1 Comparado con los resultados de su partido antecesor Fuerza 2011 en las elecciones de 2011. 2 Comparado con los resultados del Partido Aprista Peruano y el Partido Popular Cristiano en las elecciones de 2011. 3 Dentro de la coalición Alianza Electoral Perú Posible en las elecciones de 2011. 4 Comparado con los resultados de Alianza para el Progreso, Restauración Nacional (ambos dentro de la coalición Alianza por el Gran Cambio) y Somos Perú (dentro de la coalición Alianza Electoral Perú Posible) en las elecciones de 2011. 5 Comparado con los resultados de su partido antecesor Fonavistas del Perú en las elecciones de 2011.                  |                                                |              |              |              |         |         |

### Elecciones parlamentarias de 2011
| Partidos y coaliciones | Partidos y coaliciones                       | Voto popular | Voto popular | Voto popular | Escaños | Escaños |
| Partidos y coaliciones | Partidos y coaliciones                       | Votos        | %            | ±pp          | Total   | +/−     |
| --- | -------------------------------------------- | ------------ | ------------ | ------------ | ------- | ------- |
| | Perú Posible1 (PP–AP–SP)                     | 92,686       | 31.70        | +13.86       | 2       | +1      |
| | Gana Perú2 (PNP–PS–PCP–PSR)                  | 69,966       | 23.93        | +23.26       | 1       | +1      |
| | Fuerza 20113 (F2011)                         | 50,583       | 17.30        | +15.04       | 1       | +1      |
| | Solidaridad Nacional4 (SN–UPP–C90–SU–TPP)    | 33,531       | 11.47        | n/a          | 0       | –1      |
| | Alianza por el Gran Cambio5 (APP–PPC–PHP–RN) | 29,713       | 10.16        | n/a          | 0       | ±0      |
| | Partido Aprista Peruano (APRA)               | 9,483        | 3.24         | –11.71       | 0       | –1      |
| | Fonavistas del Perú (FP)                     | 4,275        | 1.46         | Nuevo        | 0       | ±0      |
| | Cambio Radical (CR)                          | 966          | 0.33         | Nuevo        | 0       | ±0      |
| | Adelante (Adelante)                          | 659          | 0.23         | Nuevo        | 0       | ±0      |
| | Fuerza Social (FS)                           | 539          | 0.18         | Nuevo        | 0       | ±0      |
| |                                              |              |              |              |         |         |
| Total | Total                                        | 292,401      |              |              | 4       | +1      |
| |                                              |              |              |              |         |         |
| Votos válidos | Votos válidos                                | 292,401      | 71.63        | +4.65        |         |         |
| Votos en blanco | Votos en blanco                              | 61,082       | 14.96        | +0.31        |         |         |
| Votos nulos | Votos nulos                                  | 54,728       | 13.41        | –4.96        |         |         |
| Votos emitidos | Votos emitidos                               | 408,211      | 74.99        | –9.22        |         |         |
| Abstenciones | Abstenciones                                 | 136,147      | 25.01        | +9.22        |         |         |
| Votantes registrados | Votantes registrados                         | 544,358      |              |              |         |         |
| |                                              |              |              |              |         |         |
| Fuente: |                                              |              |              |              |         |         |
| Notas al pie: 1 Comparado con los resultados del partido Perú Posible y la alianza Frente de Centro en las elecciones de 2006. 2 Comparado con los resultados del Partido Socialista en las elecciones de 2006. 3 Comparado con los resultados de la coalición Alianza por el Futuro en las elecciones de 2006. 4 Comparado con los resultados del partido Unión por el Perú y Solidaridad Nacional (dentro de Unidad Nacional ) en las elecciones de 2006. 5 Comparado con los resultados del Partido Popular Cristiano (dentro de Unidad Nacional ) en las elecciones de 2006. |                                              |              |              |              |         |         |
| Notas al pie: |                                              |              |              |              |         |         |
| 1 Comparado con los resultados del partido Perú Posible y la alianza Frente de Centro en las elecciones de 2006. 2 Comparado con los resultados del Partido Socialista en las elecciones de 2006. 3 Comparado con los resultados de la coalición Alianza por el Futuro en las elecciones de 2006. 4 Comparado con los resultados del partido Unión por el Perú y Solidaridad Nacional (dentro de Unidad Nacional) en las elecciones de 2006. 5 Comparado con los resultados del Partido Popular Cristiano (dentro de Unidad Nacional) en las elecciones de 2006.                 |                                              |              |              |              |         |         |

### Elecciones parlamentarias de 2006
| Partidos y coaliciones | Partidos y coaliciones                            | Voto popular | Voto popular | Voto popular | Escaños | Escaños |
| Partidos y coaliciones | Partidos y coaliciones                            | Votos        | %            | ±pp          | Total   | +/−     |
| --- | ------------------------------------------------- | ------------ | ------------ | ------------ | ------- | ------- |
| | Unión por el Perú (UPP)                           | 51,528       | 21.94        | +11.98       | 1       | +1      |
| | Frente de Centro1 (AP–SP–CNI)                     | 39,999       | 17.03        | –1.30        | 1       | ±0      |
| | Partido Aprista Peruano (APRA)                    | 35,107       | 14.95        | +6.31        | 1       | +1      |
| | Restauración Nacional (RN)                        | 33,471       | 14.25        | Nuevo        | 0       | ±0      |
| | Unidad Nacional (PPC–SN–RN)                       | 22,814       | 9.71         | +2.50        | 0       | ±0      |
| | Fuerza Democrática (FD)                           | 20,030       | 8.53         | Nuevo        | 0       | ±0      |
| | Frente Popular Agrícola del Perú (Frepap)         | 5,642        | 2.40         | +0.39        | 0       | ±0      |
| | Alianza por el Futuro2 (C90–NM–SC)                | 5,313        | 2.26         | +0.85        | 0       | ±0      |
| | Alianza para el Progreso (APP)                    | 2,520        | 1.07         | Nuevo        | 0       | ±0      |
| | Reconstrucción Democrática                        | 2,288        | 0.97         | Nuevo        | 0       | ±0      |
| | Concertación Descentralista (PDS–MHP)             | 2,188        | 0.93         | Nuevo        | 0       | ±0      |
| | Movimiento Nueva Izquierda (MNI)                  | 1,923        | 0.82         | Nuevo        | 0       | ±0      |
| | Perú Posible (PP)                                 | 1,895        | 0.81         | –38.28       | 0       | –2      |
| | Perú Ahora                                        | 1,603        | 0.68         | Nuevo        | 0       | ±0      |
| | Partido Socialista (PS)                           | 1,575        | 0.67         | Nuevo        | 0       | ±0      |
| | Con Fuerza Perú                                   | 1,459        | 0.62         | Nuevo        | 0       | ±0      |
| | Proyecto País (PrP)                               | 1,398        | 0.60         | +0.07        | 0       | ±0      |
| | Frente Independiente Moralizador (FIM)            | 1,196        | 0.51         | –10.79       | 0       | ±0      |
| | Justicia Nacional (JN)                            | 1,098        | 0.47         | Nuevo        | 0       | ±0      |
| | Y se llama Perú                                   | 977          | 0.42         | Nuevo        | 0       | ±0      |
| | Avanza País - Partido de Integración Social (AvP) | 495          | 0.21         | Nuevo        | 0       | ±0      |
| | Renacimiento Andino (RA)                          | 366          | 0.16         | –0.87        | 0       | ±0      |
| |                                                   |              |              |              |         |         |
| Total | Total                                             | 234,885      |              |              | 3       | ±0      |
| |                                                   |              |              |              |         |         |
| Votos válidos | Votos válidos                                     | 234,885      | 66.98        | –14.16       |         |         |
| Votos en blanco | Votos en blanco                                   | 51,362       | 14.65        | +6.82        |         |         |
| Votos nulos | Votos nulos                                       | 64,438       | 18.37        | +7.34        |         |         |
| Votos emitidos | Votos emitidos                                    | 350,685      | 84.21        | +11.01       |         |         |
| Abstenciones | Abstenciones                                      | 65,734       | 15.79        | –11.01       |         |         |
| Votantes registrados | Votantes registrados                              | 416,419      |              |              |         |         |
| |                                                   |              |              |              |         |         |
| Fuente: |                                                   |              |              |              |         |         |
| Notas al pie: 1 Comparado con los resultados de los partidos Acción Popular y Somos Perú en las elecciones de 2001. 2 Comparado con los resultados de los partidos Cambio 90 – Nueva Mayoría y Solución Popular ( Sí Cumple ) en las elecciones de 2001. |                                                   |              |              |              |         |         |
| Notas al pie: |                                                   |              |              |              |         |         |
| 1 Comparado con los resultados de los partidos Acción Popular y Somos Perú en las elecciones de 2001. 2 Comparado con los resultados de los partidos Cambio 90–Nueva Mayoría y Solución Popular (Sí Cumple) en las elecciones de 2001.                   |                                                   |              |              |              |         |         |

### Elecciones parlamentarias de 2001
| Partidos y coaliciones | Partidos y coaliciones                    | Voto popular | Voto popular | Voto popular | Escaños | Escaños |
| Partidos y coaliciones | Partidos y coaliciones                    | Votos        | %            | ±pp          | Total   | +/−     |
| ---------------------- | ----------------------------------------- | ------------ | ------------ | ------------ | ------- | ------- |
|                        | Perú Posible (PP)                         | 86,172       | 39.09        | n/a          | 2       | n/a     |
|                        | Somos Perú (SP)                           | 31,112       | 14.11        | n/a          | 1       | n/a     |
|                        | Frente Independiente Moralizador (FIM)    | 24,910       | 11.30        | n/a          | 0       | n/a     |
|                        | Unión por el Perú (UPP)                   | 21,958       | 9.96         | n/a          | 0       | n/a     |
|                        | Partido Aprista Peruano (APRA)            | 19,050       | 8.64         | n/a          | 0       | n/a     |
|                        | Unidad Nacional (PPC–SN–RN–CR)            | 15,890       | 7.21         | n/a          | 0       | n/a     |
|                        | Acción Popular (AP)                       | 9,302        | 4.22         | n/a          | 0       | n/a     |
|                        | Frente Popular Agrícola del Perú (Frepap) | 4,422        | 2.01         | n/a          | 0       | n/a     |
|                        | Renacimiento Andino (RA)                  | 2,268        | 1.03         | n/a          | 0       | n/a     |
|                        | Solución Popular (SoP)                    | 1,911        | 0.87         | n/a          | 0       | n/a     |
|                        | Cambio 90–Nueva Mayoría (C90–NM)          | 1,194        | 0.54         | n/a          | 0       | n/a     |
|                        | Proyecto País (PrP)                       | 1,177        | 0.53         | n/a          | 0       | n/a     |
|                        | Todos por la Victoria (TpV)               | 1,069        | 0.49         | n/a          | 0       | n/a     |
|                        |                                           |              |              |              |         |         |
| Total                  | Total                                     | 220,435      |              |              | 3       | n/a     |
|                        |                                           |              |              |              |         |         |
| Votos válidos          | Votos válidos                             | 220,435      | 81.14        | n/a          |         |         |
| Votos en blanco        | Votos en blanco                           | 21,281       | 7.83         | n/a          |         |         |
| Votos nulos            | Votos nulos                               | 29,952       | 11.03        | n/a          |         |         |
| Votos emitidos         | Votos emitidos                            | 271,668      | 73.20        | n/a          |         |         |
| Abstenciones           | Abstenciones                              | 99,470       | 26.80        | n/a          |         |         |
| Votantes registrados   | Votantes registrados                      | 371,138      |              |              |         |         |
|                        |                                           |              |              |              |         |         |
| Fuente:                |                                           |              |              |              |         |         |

### Elecciones parlamentarias de 2000
Elecciones parlamentarias en distrito electoral nacional único

### Elecciones parlamentarias de 1995
Elecciones parlamentarias en distrito electoral nacional único

### Elecciones parlamentarias de 1990
| Partidos y coaliciones | Partidos y coaliciones                                     | Voto popular | Voto popular | Voto popular | Escaños | Escaños |
| Partidos y coaliciones | Partidos y coaliciones                                     | Votos        | %            | ±pp          | Total   | +/−     |
| --- | ---------------------------------------------------------- | ------------ | ------------ | ------------ | ------- | ------- |
| | Frente Democrático1 (Movimiento Libertad–PPC–AP)           | 39,175       | 38.44        | n/a          | 3       | +2      |
| | Movimiento Regionalista Loreto                             | 24,854       | 24.39        | +10.79       | 1       | +1      |
| | Partido Aprista Peruano (APRA)                             | 18,884       | 18.53        | –22.22       | 1       | –2      |
| | Izquierda Unida (IU)                                       | 10,435       | 10.24        | –6.69        | 0       | –1      |
| | Cambio 90 (C90)                                            | 3,765        | 3.69         | Nuevo        | 0       | ±0      |
| | Frente Nacional de Trabajadores y Campesinos2 (Frenatraca) | 3,212        | 3.15         | +2.60        | 0       | ±0      |
| | Izquierda Socialista (IS)                                  | 1,255        | 1.23         | Nuevo        | 0       | ±0      |
| | Frente Popular Agrícola del Perú (Frepap)                  | 330          | 0.32         | Nuevo        | 0       | ±0      |
| |                                                            |              |              |              |         |         |
| Total | Total                                                      | 101,910      |              |              | 5       | ±0      |
| |                                                            |              |              |              |         |         |
| Votos válidos | Votos válidos                                              | 101,910      | 100.00       | +7.23        |         |         |
| Votos en blanco | Votos en blanco                                            | 0            | 0.00         | –2.31        |         |         |
| Votos nulos | Votos nulos                                                | 0            | 0.00         | –4.92        |         |         |
| Votos emitidos | Votos emitidos                                             | 101,910      | n/d          | n/a          |         |         |
| Abstenciones | Abstenciones                                               | n/d          | n/d          | n/a          |         |         |
| Votantes registrados | Votantes registrados                                       | n/d          |              |              |         |         |
| |                                                            |              |              |              |         |         |
| Fuente: |                                                            |              |              |              |         |         |
| Notas al pie: 1 Comparado con los resultados del Partido Popular Cristiano (dentro de la coalición Convergencia Democrática ) y Acción Popular en las elecciones de 1985. 2 Comparado con los resultados de Izquierda Nacionalista (IN) en las elecciones de 1985. |                                                            |              |              |              |         |         |
| Notas al pie: |                                                            |              |              |              |         |         |
| 1 Comparado con los resultados del Partido Popular Cristiano (dentro de la coalición Convergencia Democrática) y Acción Popular en las elecciones de 1985. 2 Comparado con los resultados de Izquierda Nacionalista (IN) en las elecciones de 1985.                |                                                            |              |              |              |         |         |

### Elecciones parlamentarias de 1985
| Partidos y coaliciones | Partidos y coaliciones                             | Voto popular | Voto popular | Voto popular | Escaños | Escaños |
| Partidos y coaliciones | Partidos y coaliciones                             | Votos        | %            | ±pp          | Total   | +/−     |
| --- | -------------------------------------------------- | ------------ | ------------ | ------------ | ------- | ------- |
| | Partido Aprista Peruano (APRA)                     | 43,755       | 40.75        | +17.26       | 3       | +1      |
| | Acción Popular (AP)                                | 24,519       | 22.84        | –35.31       | 1       | –4      |
| | Izquierda Unida1 (UNIR–UDP–PRT–UI–FOCEP–APS)       | 18,182       | 16.93        | +6.86        | 1       | +1      |
| | Lista Independiente Movimiento Regionalista Loreto | 14,601       | 13.60        | +9.78        | 0       | ±0      |
| | Convergencia Democrática2 (PPC–MBH)                | 3,976        | 3.70         | +0.35        | 0       | ±0      |
| | Partido Socialista de los Trabajadores (PST)       | 939          | 0.88         | Nuevo        | 0       | ±0      |
| | Izquierda Nacionalista3 (IN)                       | 593          | 0.55         | –0.06        | 0       | ±0      |
| | Frente Democrático de Unidad Nacional (FUN)        | 357          | 0.33         | Nuevo        | 0       | ±0      |
| | Partido de Avanzada Nacional (PAN)                 | 196          | 0.18         | Nuevo        | 0       | ±0      |
| | Movimiento Cívico Nacional 7 de Junio (M7J)        | 125          | 0.12         | Nuevo        | 0       | ±0      |
| | Lista Independiente Juan Velasco Alvarado          | 124          | 0.12         | Nuevo        | 0       | ±0      |
| |                                                    |              |              |              |         |         |
| Total | Total                                              | 107,367      |              |              | 5       | –2      |
| |                                                    |              |              |              |         |         |
| Votos válidos | Votos válidos                                      | 107,367      | 92.77        | +16.06       |         |         |
| Votos en blanco | Votos en blanco                                    | 2,676        | 2.31         | –8.14        |         |         |
| Votos nulos | Votos nulos                                        | 5,698        | 4.92         | –7.92        |         |         |
| Votos emitidos | Votos emitidos                                     | 115,741      | 66.89        | n/a          |         |         |
| Abstenciones | Abstenciones                                       | 57,280       | 33.11        | n/a          |         |         |
| Votantes registrados | Votantes registrados                               | 173,021      |              |              |         |         |
| |                                                    |              |              |              |         |         |
| Fuente: |                                                    |              |              |              |         |         |
| Notas al pie: 1 Comparado con los resultados de los partidos Unión de Izquierda Revolucionaria (PCP-PR–PCR–VR–FLN), Unidad Democrático Popular (UDP), Partido Revolucionario de los Trabajadores (PRT), Unidad de Izquierda (UI), el Frente Obrero Campesino Estudiantil y Popular (FOCEP) y Acción Política Socialista (APS) en las elecciones de 1980. 2 Comparado con los resultados del Partido Popular Cristiano (PPC) en las elecciones de 1980. 3 Comparado con los resultados del Frente Nacional de Trabajadores y Campesinos (Frenatraca) en las elecciones de 1980. |                                                    |              |              |              |         |         |
| Notas al pie: |                                                    |              |              |              |         |         |
| 1 Comparado con los resultados de los partidos Unión de Izquierda Revolucionaria (PCP-PR–PCR–VR–FLN), Unidad Democrático Popular (UDP), Partido Revolucionario de los Trabajadores (PRT), Unidad de Izquierda (UI), el Frente Obrero Campesino Estudiantil y Popular (FOCEP) y Acción Política Socialista (APS) en las elecciones de 1980. 2 Comparado con los resultados del Partido Popular Cristiano (PPC) en las elecciones de 1980. 3 Comparado con los resultados del Frente Nacional de Trabajadores y Campesinos (Frenatraca) en las elecciones de 1980.               |                                                    |              |              |              |         |         |

### Elecciones parlamentarias de 1980
| Partidos y coaliciones | Partidos y coaliciones                                    | Voto popular | Voto popular | Voto popular | Escaños | Escaños |
| Partidos y coaliciones | Partidos y coaliciones                                    | Votos        | %            | ±pp          | Total   | +/−     |
| ---------------------- | --------------------------------------------------------- | ------------ | ------------ | ------------ | ------- | ------- |
|                        | Acción Popular (AP)                                       | 54,093       | 58.15        | n/a          | 5       | n/a     |
|                        | Partido Aprista Peruano (APRA)                            | 21,852       | 23.49        | n/a          | 2       | n/a     |
|                        | Unidad Democrático Popular (UDP)                          | 5,487        | 5.90         | n/a          | 0       | n/a     |
|                        | Lista Independiente Movimiento Regionalista Loreto        | 3,554        | 3.82         | n/a          | 0       | n/a     |
|                        | Partido Popular Cristiano (PPC)                           | 3,111        | 3.35         | n/a          | 0       | n/a     |
|                        | Unión de Izquierda Revolucionaria (PCP-PR–PCR–VR–FLN)     | 1,966        | 2.11         | n/a          | 0       | n/a     |
|                        | Partido Revolucionario de los Trabajadores (PRT)          | 1,069        | 1.15         | n/a          | 0       | n/a     |
|                        | Unidad de Izquierda (UI)                                  | 843          | 0.91         | n/a          | 0       | n/a     |
|                        | Frente Nacional de Trabajadores y Campesinos (Frenatraca) | 565          | 0.61         | n/a          | 0       | n/a     |
|                        | Movimiento Democrático Peruano (MDP)                      | 275          | 0.30         | n/a          | 0       | n/a     |
|                        | Organización Política de la Revolución Peruana (OPRP)     | 203          | 0.22         | n/a          | 0       | n/a     |
|                        |                                                           |              |              |              |         |         |
| Total                  | Total                                                     | 93,018       |              |              | 7       | n/a     |
|                        |                                                           |              |              |              |         |         |
| Votos válidos          | Votos válidos                                             | 93,018       | 76.71        | n/a          |         |         |
| Votos en blanco        | Votos en blanco                                           | 12,671       | 10.45        | n/a          |         |         |
| Votos nulos            | Votos nulos                                               | 15,575       | 12.84        | n/a          |         |         |
| Votos emitidos         | Votos emitidos                                            | 121,264      | n/d          | n/a          |         |         |
| Abstenciones           | Abstenciones                                              | n/d          | n/d          | n/a          |         |         |
| Votantes registrados   | Votantes registrados                                      | n/d          |              |              |         |         |
|                        |                                                           |              |              |              |         |         |
| Fuente:                |                                                           |              |              |              |         |         |